# Långselet (Bräcke socken, Jämtland)
Långselet är en sjö i Bräcke kommun i Jämtland och ingår i Ljungans huvudavrinningsområde. Sjön har en area på 0,131 kvadratkilometer och ligger 317,8 meter över havet. Sjön avvattnas av vattendraget Sännån.

## Delavrinningsområde
Långselet ingår i det delavrinningsområde (696180-149434) som SMHI kallar för Utloppet av Långselet. Medelhöjden är 352 meter över havet och ytan är 3,52 kvadratkilometer. Räknas de 11 avrinningsområdena uppströms in blir den ackumulerade arean 98,73 kvadratkilometer. Sännån som avvattnar avrinningsområdet har biflödesordning 3, vilket innebär att vattnet flödar genom totalt 3 vattendrag innan det når havet efter 172 kilometer. Avrinningsområdet består mestadels av skog (91 procent). Avrinningsområdet har 0,13 kvadratkilometer vattenytor vilket ger det en sjöprocent på 3,7 procent.